# 殺人行おくのほそ道
『殺人行おくのほそ道』（さつじんこうおくのほそみち）は、松本清張の長編推理小説。『おくのほそ道』ゆかりの土地で起こる連続殺人事件の謎を若い女性が追跡するサスペンス・ミステリー。『ヤングレディ』（1964年7月6日号 - 1965年8月23日号）に『風炎』のタイトルで連載され、1982年5月に講談社ノベルスから刊行された。
1983年・2007年にテレビドラマ化されている。

## あらすじ
銀座で洋装店を経営する美しい叔母・芦名隆子は、倉田麻佐子の憧れだった。ある時、麻佐子は、叔父・信雄の故郷を訪問するが、そこで、叔父の所有する山林が秘密で売りに出されていたことを知る。売却したのは隆子としか考えられないが、なぜそんなことをしたのか。麻佐子は前後の事情を調べ始めるが、そんな折、京都に行った隆子が予定の期日に東京に戻らず、また山林売却の仲介者が突然の死を遂げ、麻佐子の不安が高まる。悲劇の予感の中、事件は第二・第三の殺人へと発展する。

## 主な登場人物
- 原作における設定を記述。

倉田麻佐子
20歳過ぎの好奇心旺盛な探偵役。少しでも気になったことは進んで調べる行動的な性格。
芦名隆子
麻佐子の叔母。銀座で各界有名人を顧客にする高級洋裁店を経営している。
芦名信雄
隆子の夫。旧華族の出身で私立大学の講師。
西村五郎
麻佐子の大学時代の旧友。麻佐子の頼みを受け、事件調査に乗り出す。
下沢江里子
隆子の店の客で、最近有名になった女優。
岸井亥之吉
京都の骨董屋兼金融業。人物鑑定力で知られる。
杉村武雄
隆子の店の支配人。
横山道太
新興のタクシー会社社長。

## エピソード
- 本作連載の前年に『ヤングレディ』では、創刊号（1963年9月23日号）から5回にわたり「Photo Poesy 松本清張名作シリーズ」と題する、白黒写真に風景を背景にした女性の写真に、作品にちなんで清張が書いた詩が添えられたシリーズが連載された（「点と線 Photo Poesy」（女性モデルは原知佐子）、「黒い福音 Photo Poesy」（江波杏子）、「ゼロの焦点 Photo Poesy」（広元紀美子）、「黄色い風土 Photo Poesy」（牧紀子）、「球形の荒野 Photo Poesy」（冨士眞奈美））。日本近代文学研究者の久保田裕子は「『ヤングレディ』誌上における旅と女性というテーマをめぐる表現の模索の上に『殺人行おくのほそ道』の連載が始まった」「清張が（連載予告上で）述べる「実験欲」には、先に挙げたような、一種のメディアミックスとしての「Photo Poesy 松本清張名作シリーズ」において模索した、旅する女性のイメージを新しい小説の中で再生させ、さらに発展させて描こうとする試みと考えられる」「女性たちは、社会の中で自分の力を発揮する場を見つけることができずにいたが、『ヤングレディ』誌上で表象されていた旅の途上で佇む女性たちも、そのような状況の中で立ち止まっているように見える。成功したかに見えた隆子も、女性であるがゆえに押された烙印によって破滅していくという状況が冷徹にとらえられている」と分析した上で「旅に出ることによって一人で行動する麻佐子には、叔母とは別の生き方があるかもしれない」と付記している[1]。
- 1986年に発生したトリカブト保険金殺人事件の容疑者Kが1991年7月に逮捕された際、Kの自宅から数点の清張作品が見つかり、「清張作品に似た手口」と朝日新聞が報じた。清張は「モデルになったとは考えたくないが、事件自体には関心を持っている」とコメントした[2]。

## テレビドラマ

### 1983年版
「松本清張の殺人行おくのほそ道」。1983年1月8日、テレビ朝日系列の「土曜ワイド劇場」枠（21:02-23:51）にて、2部構成の3時間スペシャルとして放映。第1部「娘の疑惑旅行」、第2部「美しい母の旅路」。麻佐子と信雄・隆子夫妻を実の親子として設定している。視聴率21.9％（ビデオリサーチ調べ、関東地区）。
キャスト
- 芦名麻佐子（ニューヨークの専門学校の留学生）：竹下景子
- 西村五郎（麻佐子の男友達の日系三世）：鹿賀丈史
- 杉野武：荻島真一
- 下沢江里子：島村佳江
- 岸井亥之吉：西村晃
- 横山道太：ハナ肇
- 芦名信雄：菅原謙次
- 芦名隆子：八千草薫
- 梅津栄、山本与志恵、河村久子、松浪志保、西真理子、藤野京子、青柳文太郎、堀井正人、村上記代、山本一人、市川勉、竹内一善、大脇利彦、横尾三郎、和沢昌治、名川貞郎、神田紫、一色千絵子、阿部真理子、沖秀一、諸木淳郎、城戸卓、佐藤修三、花園さゆり、永田博丈、遠藤武、若山雅弘

スタッフ
- 脚本：吉田剛
- 音楽：坂田晃一
- 監督：池広一夫
- 衣装デザイン：芦田淳
- MA：映広
- 現像：東洋現像所
- プロデュース：備前島文夫、佐々木孟
- 企画：野村芳太郎
- 制作：テレビ朝日、松竹、霧プロダクション

| テレビ朝日系列 土曜ワイド劇場                    | テレビ朝日系列 土曜ワイド劇場              | テレビ朝日系列 土曜ワイド劇場                                   |
| 前番組                                           | 番組名                                     | 次番組                                                          |
| ------------------------------------------------ | ------------------------------------------ | --------------------------------------------------------------- |
| 天使と悪魔の美女 江戸川乱歩の白昼夢 （1983.1.1） | 松本清張の 殺人行おくのほそ道 （1983.1.8） | 愛の妖精殺人事件 (原作：パトリック・クエンティン) （1983.1.15） |

### 2007年版
2007年12月7日にフジテレビ系の『金曜プレステージ』枠で放送。正式名称は「松本清張スペシャル 殺人行おくのほそ道」。視聴率は16.2%（ビデオリサーチ調べ、関東地区）。
キャスト
- 倉田麻佐子：菊川怜 （婚約者･五郎との結婚を控えている｡10年前：岡本玲）
- 西村五郎：細川茂樹 （新聞記者で麻佐子の婚約者）
- 芦名隆子：床嶋佳子 （著名なファッションデザイナー）
- 杉村武雄：黒田アーサー （支配人）
- 下沢江里子：畑野ひろ子 （女優。隆子の友人）
- 倉永安子：黒田知永子 （麻佐子の母。隆子の姉）
- 芦名信雄：鶴見辰吾 （隆子の夫。大学で植物学を専攻）
- 横山道夫：名高達男 （ウェディング会社社長）
- 海野正雄：冨家規政 （茅ヶ崎ホーム不動産社長）
- 岸井亥之吉：大石吾朗 （京都の骨董商）
- 羽村芳夫：鈴木祐二 （横山の運転手）
- 編集長：関根大学
- 記者：野元学二
- 芦名家の長老：庄司永建
- 社員：山本東
- 従業員：朝倉亜実
- カフェ店員：廣澤恵
- 旅館の仲居：福地香代
- フロント：吉井有子
- フロント：明石知也
- レポーター：斉藤幸乃
- 不動産屋：池田貴美子
- 尾花沢署刑事：井上顕
- 金沢喜久子、本多新伍、鈴木広海

スタッフ
- 原作：松本清張
- 脚本：三浦有為子
- 演出：松山博昭
- 技術協力：八峯テレビ
- 照明協力：フジライティング・アンド・テクノロジイ
- 協力：北九州市立松本清張記念館、清張生誕100年実行委員会、エス・エヌ企画、日本文学振興会、松本清張賞事務局
- ロケ協力：山形フィルムコミッション、栃木県フィルムコミッション、那須フィルムコミッション　ほか
- 企画協力：オスカープロモーション、ナック、菊地実
- プロデュース：清水一幸
- 制作著作：フジテレビ